# ندى إمام
ندى إمام هي كاتبة، وروائية وشاعرة وقاصة مصرية حاصلة على درجة الماجستير في العلوم البيئية، وناشطة وباحثة في مجال الوعي البيئي، تنوعت أعمالها الأدبية ما بين الشعر، والنصوص المسرحية، والقصة القصيرة، والرواية الطويلة، وحظيت بعضوية نادي أدب مصر الجديدة، واتحاد كتاب مصر، ونادي القصة المصري، وتوفيت في 11 نوفمبر 2020 على إثر إصابتها بمرض السرطان.

## مؤلفاتها
ألفت ندى إمام عددًا من المؤلفات التي تنوعت ما بين المجموعات القصصية، والرواية الطويلة والشعر، ومنها:
- منازل العشق (مجموعة قصصية): صدرت عام 2012 عن الهيئة المصرية العامة للكتاب.[3][4]
- عندما يبكى الجسد (مجموعة قصصية): صدرت عن مطبوعات الفجر التي تصدر عن جماعة الفجر الأدبية بالقاهرة، ويشرف عليها الناقد الأدبي يسري العزب.[5][6]
- ثورة عزة (مسرحية): صدرت عام 2017 عن دار يسطرون للنشر بالقاهرة.[7][8]
- الرحيل بأمر الملك (مسرحية)
- أشباح الطلل (شعر)
- إحداث امرأة لا تشبهني (رواية)
- حين التقينا (شعر)

## الجوائز
حصلت ندى إمام على العديد من الجوائز الأدبية، ومنها:
- جائزة نادى القصة الأدبية عام 2016 عن قصتها «امرأة لا تشبهنى».
- جائزة إحسان عبد القدوس في فرع القصة القصيرة عام 2018 عن قصتها «البرتقالة لا تعرف الحب».[9][10]